# 财政地方主义
财政地方主义（英語：Fiscal localism）主要指实行地方化的货币交换制度的主张。它有时被视为对全球资本主义或经济全球化的反击。财政地方主义认为应该通过自愿的市场结构，帮助社区在其社区和地区内更高效地进行交易。